# Haydn2032
Haydn2032 ist ein frei finanziertes Langzeit-Musikprojekt, das bis zum 300. Geburtstag des österreichischen Komponisten Joseph Haydn die Aufführung und Einspielung aller seiner 107 Sinfonien vorsieht. Musikalischer Leiter ist Giovanni Antonini, der gemeinsam mit dem italienischen Orchester Il Giardino Armonico und dem Kammerorchester Basel seit Juni 2014 jährlich ein bis zwei Tonträger-Einspielungen sowie weltweite Konzertreihen umsetzt. 
Eine in den 1990er Jahren begonnene Gesamteinspielung (auf historischen Instrumenten) unter der Leitung von Christopher Hogwood wurde nicht zu Ende geführt. Insgesamt existieren fünf Gesamteinspielungen der Sinfonien Haydns, bei denen allerdings keine historischen Instrumente verwendet wurden. Mit dem Projekt Haydn2032 soll die erste komplette Gesamteinspielung der Sinfonien auf historischen Instrumenten und in originalgetreuer Besetzung entstehen.

## Trägerschaft und Arbeitsbeziehungen
Träger ist die Joseph Haydn Stiftung Basel; der Stiftungsvorstand besteht aus Christoph Müller, Jeanne Lüdin-Geiger und Hanspeter Lüdin.
Beziehungen bestehen zum Radialsystem V in Berlin, in dem im Juni 2014 das Auftaktkonzert stattfand, sowie bis 2017 zu den Haydn Festspielen in Eisenstadt (Österreich). Daneben sind jährliche Konzertreihen in der Tonhalle Zürich und in der Martinskirche (Basel) vorgesehen.

## Programmatik
Die Erschließung des sinfonischen Schaffens Joseph Haydns erfolgt nicht chronologisch, sondern thematisch. Antonini ordnet die Sinfonien nach Themenkomplexen an. Ergänzend werden diesen einzelne Werke zeitgleich zu Haydn lebender Komponisten beigestellt. 
Der Start des Projekts Haydn2032 stand unter dem Motto „La Passione“ und umfasst neben der namensgebenden Sinfonie „La Passione“ der Sinfonie in D-Dur und der Sinfonie in g-Moll auch die Musik zum Ballett Don Juan von Christoph Willibald Gluck. 

## Veröffentlichungen
Für die zu jedem Projekt eingespielte Aufnahme fungiert die französische Gruppe Outhere Music als Kooperationspartner. Parallel veröffentlicht die Joseph Haydn Stiftung Basel eine Sammleredition in Buchform mit Texten zeitgenössischer Autoren und Bilderzyklen zu jedem Themenkomplex. Bis 2024 erschienen 16 CDs und einige Schallplatten.

## Rezeption
Die erste Veröffentlichung La Passione inklusive der gleichnamigen Symphonie wurde 2014 in einer „Berliner Haydn-Nacht“ vorgestellt. Zur Wiederholung in Bern fand der Kritiker die Worte „zukunftsweisend“ und „fulminant“.
Die Vorstellung von La Gallina in Bonn im Jahr 2024 kommentierte Jens Klier als „dramatisch“ und „stürmisch“.